# RANDU

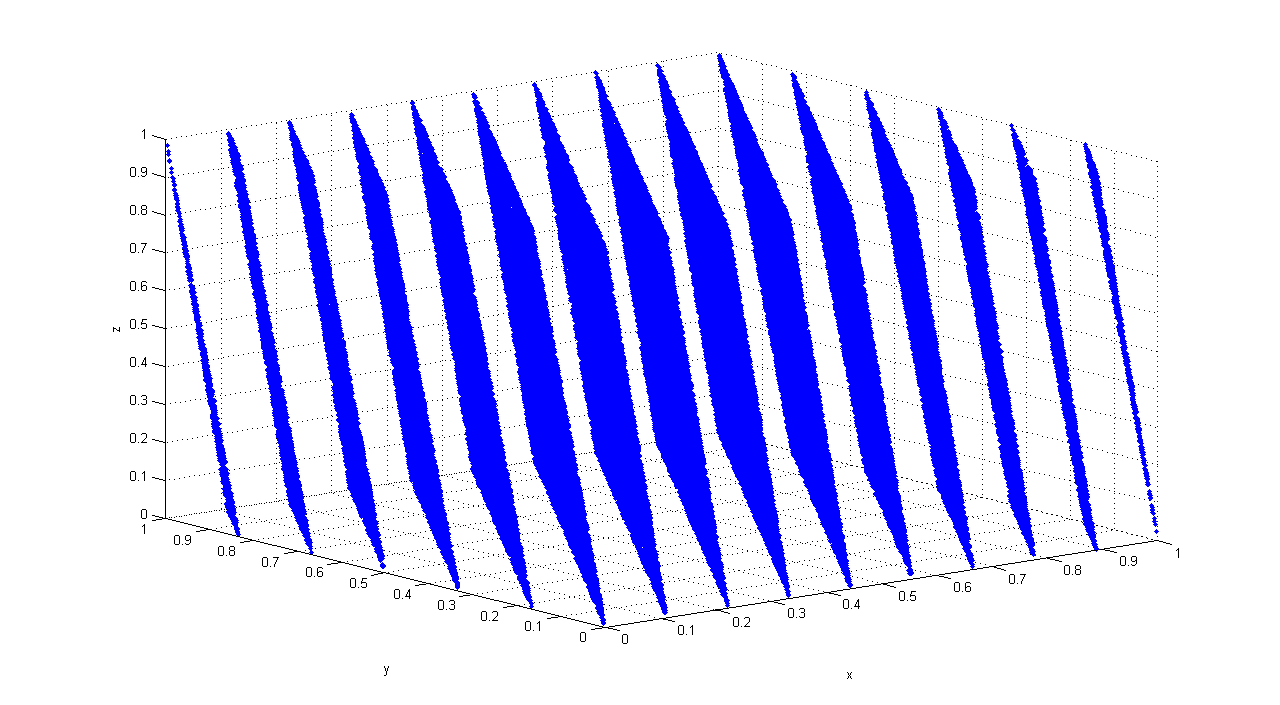
RANDU로 생성한 100,000개 값의 3차원 플롯

RANDU는 선형 합동 생성기를 사용한 유사난수 생성기 루틴으로, 1960년대에 IBM 메인프레임에서 널리 사용된 이후 다른 시스템에서도 널리 사용되었다. 이 루틴이 사용하는 유사난수 생성기는 다음과 같이 정의되었다.
{\displaystyle X_{n+1}=65539X_{n}\mod {2^{31}}}, 단 {\displaystyle X_{0}}은 홀수
RANDU는 역사상 최악으로 설계된 유사난수 생성기 중 하나로 알려져 있다. 조지 마서글리아는 1968년에 선형 합동 생성기로 만들어진 난수들로 이루어진 좌표를 3차원 공간 상에 표시하였을 때 유한한 수의 2차원 평면 중 하나 위에 위치하게 된다는 점(마서글리아 효과)을 밝혔는데, 그의 논문에 따르면 나눔수가 {\displaystyle 2^{31}}인 생성기의 최대 평면 수는 1290개지만 RANDU는 15개의 평면 상에 모든 점들이 위치하게 된다.

## 상관 관계의 설명
RANDU의 곱함수는 컴퓨터 상에서 비트 연산을 사용하여 빠르게 생성할 수 있도록 정해진 것이다. 실제로 C 언어로 RANDU는 곱셈 및 나눗셈 없이 다음과 같이 구현할 수 있다.
```
#include
 
<stdint.h>

uint32_t
 
randu
(
uint32_t
 
previous
)

{

    
return
 
(
previous
 
+
 
(
previous
 
<<
 
1
)
 
+
 
(
previous
 
<<
 
16
))
 
&
 
0x7fffffff
;

}

```

하지만 이러한 특성은 난수의 품질에 결정적으로 영향을 미친다. 이를 알아 보기 위해서 {\displaystyle X_{n}}이 알려져 있을 때 그 다음 두 난수를 생성하면,
{\displaystyle {\begin{aligned}X_{n+1}&{}=(2^{16}+3)X_{n}\mod {2^{31}}\\X_{n+2}&{}=(2^{16}+3)X_{n+1}\mod {2^{31}}\\&{}=(2^{16}+3)^{2}X_{n}\mod {2^{31}}\\&{}=(2^{32}+6\cdot 2^{16}+9)X_{n}\mod {2^{31}}\\&{}=(6\cdot (2^{16}+3)-9)X_{n}\mod {2^{31}}\\&{}=(6X_{n+1}-9X_{n})\mod {2^{31}}\end{aligned}}}
따라서 연속된 세 난수가 매우 강한 선형 상관 관계를 가지고 있음을 알 수 있다. (이 과정을 이해하기 위해서는 합동 산술을 참고하라.) 대부분의 ‘좋은’ 선형 합동 생성기는 이보다 훨씬 큰 계수를 가진 선형 상관 관계를 이루기 때문에 비교적 큰 문제를 보이지 않는다.

## 영향
RANDU는 1970년대 초반까지 몬테 카를로 시뮬레이션에 자주 사용되었으나, 다른 선형 합동 생성기보다도 못한 난수의 품질 때문에 당시 RANDU를 사용한 많은 실험 결과의 정확성에 큰 의문점을 안겨 주었다. 《Numerical Recipes》 시리즈에서 저자들은 다음과 같은 사례를 소개한 바 있다.
우리 중 한 사람은 단지 11개의 평면으로 이루어진 ‘무작위적인’ 그래프를 만든 뒤 그가 있던 컴퓨터 센터의 프로그래밍 컨설턴트가 난수 생성기를 잘못 사용했다고 말했던 일을 회고했다. “우리는 각 난수가 독립적으로 무작위적이라는 걸 보장하지, 둘 이상의 난수들이 무작위적이라는 건 보장하지 않습니다.”

## 참고 문헌
- Donald E. Knuth, The Art of Computer Programming, Volume 2, 3rd edition (Addison-Wesley, Boston, 1998).
- Marsaglia, George (1968), "Random Numbers Fall Mainly in the Planes," Proc National Academy of Sciences 61, 25-28.
- Press, William H., et al. (1992). Numerical Recipes in Fortran 77: The Art of Scientific Computing, 2nd edition. ISBN 0-521-43064-X.

1. ↑  Compaq Fortran   Language Reference Manual (Order Number: AA-Q66SD-TK) September 1999   (formerly DIGITAL Fortran and DEC Fortran 90)